# Amomum chevalieri
Amomum chevalieri là một loài thực vật có hoa trong họ Gừng. Loài này được Vichith Lamxay mô tả khoa học đầu tiên năm 2012, dựa theo tên do François Gagnepain (1866-1952) đặt cho các mẫu vật thu thập từ năm 1888 tới năm 1923 tại bốn tỉnh thành là Hà Nội (1888), Phú Thọ (2 mẫu năm 1914), Nghệ An (1914) và Đà Nẵng (1923) của Việt Nam nhưng không công bố.

## Từ nguyên
Tính từ định danh chevalieri là để vinh danh nhà thực vật học kiêm người thu thập mẫu cây người Pháp là Auguste Jean Baptiste Chevalier (1873-1956), người đã tiến hành thu thập mẫu thực vật tại Đông Dương giai đoạn 1913-1919, trong đó có mẫu vật của loài này.

## Phân bố
Loài này có trong các khu rừng ở cao độ 1.000–1.500 m (3.300-5.000 ft) tại Việt Nam.

## Mô tả
Cây thân thảo mọc thành cụm cao khoảng 50 cm; thân rễ đường kính khoảng 1 cm, nhẵn nhụi; có rễ cọc, khoảng 5 x 0,5-0,7 cm; khoảng cách giữa các thân giả ngắn, vảy sớm thối rữa, dạng giấy, nhẵn nhụi. Thân giả với khoảng 7 lá mỗi thân giả, đường kính 1 cm, có sọc, nhẵn nhụi; lưỡi bẹ hình trứng, dài khoảng 0,5 cm, như da, nhẵn nhụi, đỉnh cụt, mép có lông rung; cuống lá có rãnh, khoảng 10-15 (hiếm khi tới 20) x 0,3 cm, nhẵn nhụi; phiến hình elip rộng, 20-35 (hiếm khi tới 60) x 5–10 cm, màu lục sẫm ở trên, xám ở dưới, nhẵn nhụi, đáy hình nêm, đỉnh nhọn, mép nguyên, có lông rung ở đỉnh, gân chính nổi rõ phía dưới.
Cụm hoa sinh ra từ gốc hoặc gần gốc, 1 trên mỗi chồi lá; phần mang hoa thuôn dài, khoảng 10 x 2–3 cm; cuống cụm hoa khoảng 20 x 0,3-0,5 cm, có sọc, nhẵn nhụi; vảy cuống hình tam giác rộng ở gốc, 1 x 1,5 cm, hình mác hẹp-thuôn dài ở trên, 3 x 1 cm, như da, có sọc, nhẵn nhụi, đỉnh nhọn; lá bắc hình mác-thuôn dài, khoảng 2,5-3 x 1-1,2 cm, đối diện một vài hoa, như da, có sọc, nhẵn nhụi, đỉnh nhọn, mép có lông rung; lá bắc con mở, hình mũi mác hẹp, khoảng 1-1,5 x 0,7 cm, dài bằng cuống hoa, có màng, có sọc, nhẵn nhụi, đỉnh nhọn, mép có lông rung. Đài hoa hình ống, 3 răng, khoảng 1,5 x 0,5 cm, nhẵn nhụi, dài như ống tràng; ống đài dài khoảng 1 cm, có màng; răng dài khoảng 0,5-0,75 cm. Tràng hoa có màng, nhẵn nhụi, đỉnh nhọn, ống tràng dài như thùy tràng, đường kính khoảng 0,4 cm; thùy tràng thuôn dài, khoảng 1,5 x 0,8 cm, thùy trung tâm có cùng kích thước và hình dạng như các thùy bên, có màng; cánh giữa môi dưới có vuốt, nhẵn nhụi, khoảng 1,5 x 1-1,3 cm, đỉnh thuôn tròn; các nhị lép ở bên nhỏ, dài khoảng 0,3 cm. Chỉ nhị dẹt, dài khoảng 1 cm, nhẵn nhụi; bao phấn thuôn dài, dài khoảng 1 cm, nhẵn nhụi; mào bao phấn lớn, hình bán nguyệt 0,7 x 1 cm, có màng, nhẵn nhụi. Đầu nhụy hình chén, đỉnh có lông rung; vòi nhụy nhẵn nhụi; các tuyến trên bầu thuôn dài, dài khoảng 0,4 cm, đỉnh thuôn tròn, nhẵn nhụi; bầu nhụy có gờ, khoảng 0,4 x 0,3 cm, nhẵn nhụi, cuống khoảng 1-1,5 x 0,2-0,3 cm. Quả hình cầu, đường kính khoảng 1 cm, có cánh.
Loài này gần với A. repoeense bởi các lá bắc của nó mang các xim bọ cạp xoắn ốc (cincinnus) của nhiều hơn một hoa, lá nhẵn nhụi và quả có cánh, nhưng có thể phân biệt rõ ràng bằng các rễ cọc, bẹ lá có sọc, cắt cụt, các lưỡi bẹ nhẵn nhụi, cuống dài hơn nhiều, vảy cuống dài; lá bắc, lá bắc con và đài hoa nhẵn nhụi và mào bao phấn hình bán nguyệt.